# Es-senza
Es-senza è un singolo del gruppo musicale italiano Negramaro, pubblicato nel 2003 come terzo estratto dal primo album in studio Negramaro.
Il brano è stato registrato nuovamente e prodotto con Corrado Rustici per essere inserito nel secondo album 000577, uscito nel 2004.

## Video musicale
Nel videoclip del singolo vengono alternate scene in cui i membri del gruppo sono seduti all'interno di un edificio abbandonato a quelle in cui eseguono il brano nel cortile dello stesso.

## Tracce
Testi e musiche di Giuliano Sangiorgi.
1. Es-senza – 3:31

## Formazione
Gruppo
- Giuliano Sangiorgi – voce, chitarra
- Emanuele Spedicato – chitarra
- Ermanno Carlà – basso
- Andrea Mariano – tastiera, sintetizzatore
- Danilo Tasco – batteria
- Andrea De Rocco – campionatore

Altri musicisti
- Corrado Rustici – programmazione